# Adolf Weil
Adolf Weil   (Solingen, 25 de desembre de 1938 - Solingen, 12 de maig de 2011) fou un pilot de motocròs alemany. Durant la dècada del 1970, com a pilot oficial de Maico, va ser un dels màxims aspirants al títol de Campió del Món de motocròs, tant en 250 com en 500cc, per bé que mai no els va aconseguir. Va assolir, però, el Subcampionat del Món de 250cc el 1973 rere Håkan Andersson i el tercer lloc final al Campionat del Món de 500cc en tres ocasions, així com la victòria al torneig Trans-AMA de 1973. A banda, guanyà 14 Campionats d'Alemanya de motocròs.
Cap al final de la seva etapa d'activitat en competició, Weil era conegut com a l'Iron Man del motocròs, ja que tot i acostar-se als quaranta anys seguia estant al màxim nivell en un esport dominat per competidors molt més joves (atesa la gran exigència física d'aquesta disciplina),

## Resum biogràfic
Casat amb la Heike (morta el 2002, a 60 anys), el matrimoni tingué dos fills: Frank (nascut el 1959) i Jürgen (nascut el 1960). Un cop retirat de la competició el 1977, Adolf muntà un establiment comercial de motocicletes a Solingen, especialitzat en la venda de Maico i Kawasaki, al front del qual s'estigué juntament amb els seus fills fins al dia de la seva mort. Tot i haver deixat el motocròs, seguí practicant esports amb regularitat, principalment tennis i navegació.
La mort li arribà sobtdament, quan encara gaudia de bona salut (de fet, planejava de jubilar-se justament a finals del 2011 i anar-se'n de vacances).

## Palmarès internacional
| Any  | Motocicleta | Campionat del Món | Campionat del Món | Trans AMA |
| Any  | Motocicleta | 500cc             | 250cc             | Trans AMA |
| ---- | ----------- | ----------------- | ----------------- | --------- |
| 1970 | Maico       | 6è                | -                 |           |
| 1971 | Maico       | 3r                | -                 | 2n        |
| 1972 | Maico       | 8è                | -                 |           |
| 1973 | Maico       | -                 | 2n                | 1r        |
| 1974 | Maico       | 3r                | -                 | 3r        |
| 1975 | Maico       | -                 | 4t                |           |
| 1976 | Maico       | 3r                | -                 |           |
| 1977 | Maico       | 10è               | -                 |           |